# Brudzewice (Poméranie-Occidentale)
Pour les articles homonymes, voir Brudzewice.
Brudzewice est une localité polonaise de la gmina mixte de Suchań située dans le powiat de Stargard en voïvodie de Poméranie-Occidentale. Elle se trouve à environ 21 km à l'est de Stargard et 52 km à l'est de la capitale régionale Szczecin.

## Géographie

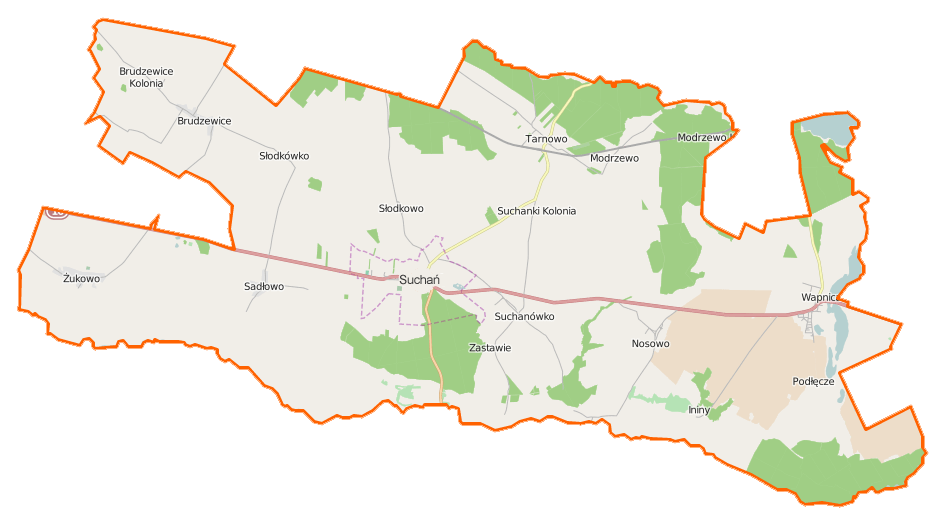
Carte de la gmina de Suchań.